# Mazus oliganthus
Mazus oliganthus är en tvåhjärtbladig växtart som beskrevs av Hui Lin Li. Mazus oliganthus ingår i släktet Mazus och familjen Mazaceae. Inga underarter finns listade i Catalogue of Life.